# Климении
Климении (лат. Clymeniida) — отряд вымерших головоногих моллюсков из подкласса аммонитов. Климении существовали в течение очень непродолжительного времени (по меркам периодов истории Земли) в конце девонского периода (376,1—360,7 млн лет назад). 	

## Описание
Обладали свёрнутой в плоскую спираль раковиной, более молодые обороты которой только прилегали к более старым, а не охватывали их, как у прочих аммонитов; сифон раковины у них прилегал к спинной стороне, а не к брюшной. Внутренность раковины разделена поперечными перегородками на отдельные камеры; через все камеры, кроме наружной, в которой помещалось животное, проходит сифональная трубка на середине внутренней стороны каждой камеры; место прикрепления поперечных перегородок к стенкам раковины обозначается сутурной линией, которая является волнисто-изогнутой. Размеры раковин данных моллюсков варьируют от 1 до 50 сантиметров. Являются важными руководящими ископаемыми, их окаменелости обнаружены в Европе и Северной Африке.

## Классификация
По данным сайта Paleobiology Database, на октябрь 2018 года в отряд включают 4 вымерших подотряда и 2 рода incertae sedis:
- Роды Borkinia и Kazakhoclymenia
- Подотряд Clymeniina Hyatt, 1884
- Подотряд Cyrtoclymeniina Korn, 2002
- Подотряд Gonioclymeniina
- Подотряд Wocklumeriina Becker, 1997